# Billy Kelleher
Billy Kelleher, irl. Liam Ó Céilléachair (ur. 20 stycznia 1968 w Corku) – irlandzki polityk i rolnik, działacz Fianna Fáil, parlamentarzysta krajowy, poseł do Parlamentu Europejskiego IX i X kadencji.

## Życiorys
Kształcił się w Sacred Heart College w miejscowości Carrignavar oraz w szkole rolniczej Pallaskenry Agricultural College. Zawodowo pracował jako rolnik. Członek organizacji rolniczej Irish Farmers' Association oraz zrzeszenia sportowego Gaelic Athletic Association. Zaangażował się w działalność polityczną w ramach Fianna Fáil. W latach 1993–1997 z nominacji premiera wchodził w skład Seanad Éireann. Od 1999 do 2003 zasiadał w radzie miejskiej Corku.
W 1997 po raz pierwszy został wybrany do Dáil Éireann. Do niższej izby irlandzkiego parlamentu z powodzeniem ubiegał się o reelekcję w kolejnych wyborach w 2002, 2007, 2011 i 2016. W latach 2002–2007 pełnił funkcję zastępcy rządowego whipa, następnie do 2011 był ministrem stanu (niewchodzącym w skład rządu) w jednym z departamentów.
W 2019 uzyskał mandat posła do Parlamentu Europejskiego IX kadencji. Z powodzeniem ubiegał się o reelekcję w 2024.